# Gusttavo Lima
Pour les articles homonymes, voir Lima (homonymie).
Gusttavo Lima, de son vrai nom Nivaldo Batista Lima (né le 3 septembre 1989 à Presidente Olegário) est un chanteur et instrumentiste brésilien. Connu pour ses tubes Inventor dos Amores et Cor de Ouro, Gusttavo devient mondialement connu grâce à la popularité de la chanson Balada Boa.

## Biographie
Nivaldo Batista Lima adopte le nom de scène Gusttavo Lima. Fils d'Alcino Landim Lima et Maria Sebastiana de Lima, il est né le 3 septembre 1989, à Presidente Olegário, dans l'État de Minas Gerais au Brésil.
Chanteur, musicien et compositeur, Gusttavo Lima est autodidacte dans la musique. Il joue de la guitare acoustique et électrique, de la batterie, du piano et de l'accordéon. C'est un chanteur de musique country brésilienne (musique sertanejo), connu dans son pays et à un niveau international pour Balada.
À huit ans, il quitte la maison pour devenir un chanteur de musique country et améliorer les conditions de vie de sa famille. Il vit dans différentes villes dans les États de Minas Gerais, Espírito Santo, São Paulo, Distrito Federal et à Goiás, où il devient soliste dans une église à neuf ans. C'est à cet âge que Gusttavo Lima commence à chanter professionnellement et à jouer dans les bars. 
Gusttavo commence officiellement sa carrière solo à 18 ans. En 2010, il sort son premier album Inventor Dos Amores avec 22 morceaux dont 16 qu'il a lui-même composés. C´est avec la chanson Balada qu´il dépasse les frontières. Avec ce tube, cet artiste gagne une renommée et un succès international. Soutenu par le footballeur Neymar, le single, Balada, devient un hymne du football non seulement au Brésil mais dans toute l'Europe, atteignant le numéro un en France, au Portugal, en Italie et aux Pays-Bas. En 2017, il estnommé aux BreakTudo Awards 2017 dans la catégorie « meilleur artiste brésilien ».
Il est un partisan du président Jair Bolsonaro. Il est mis en cause en 2022 dans une affaire de financement des artistes par l'État.
En 2010, il sort son premier album Inventor Dos Amores avec 22 morceaux dont 16 composés par lui-même. Un an plus tard, il enregistre son deuxième album live, intitulé Gusttavo Lima E Você. Il est enregistré à Patos de Minas, ville où il a grandi, en juin 2011.
Un troisième album live est lancé en octobre 2012, appelé Ao Vivo Em São Paulo et enregistré au Credicard Hall de São Paulo.

## Discographie

### Singles
- 2009 : Caso Consumado
- 2010 : Rosas, Versos e Vinhos
- 2010 : Inventor dos Amores
- 2011 : Cor de Ouro
- 2011 : Refém
- 2011 : Balada
- 2011 : Fora do Comum
- 2012 : 60 Segundos
- 2012 : Gatinha Assanhada
- 2012 : As Mina Pira
- 2012 : Fazer beber
- 2013 : Doidaça
- 2013 : Diz pra mim
- 2013 : So tem eu
- 2013 : Fui fiel
- 2014 : Tô Solto na Night
- 2014 : 10 anos
- 2014 : Que Mal Te Fiz Eu
- 2014 : Se É Pra Beber Eu Bebo
- 2015 : Você Não Me Conhece

### Singles internationaux
| Année | Single | Meilleure position | Meilleure position | Meilleure position | Meilleure position | Meilleure position | Meilleure position | Meilleure position | Meilleure position | Album                |
| Année | Single | AUT                | BEF                | BEW                | BRÉ                | ESP                | FRA                | P-B                | SUI                | Album                |
| ----- | ------ | ------------------ | ------------------ | ------------------ | ------------------ | ------------------ | ------------------ | ------------------ | ------------------ | -------------------- |
| 2012  | Balada | 5                  | 1                  | 3                  | 3                  | 23                 | 1                  | 1                  | 3                  | Gusttavo Lima e Você |